# 太陽陵
太阳陵是中国西晋惠帝司马衷的陵墓。位于河南省洛阳市南郊3公里李楼乡附近。面积80平方米，墓高2米。太兴二年（319年）五月癸丑，太阳陵被毁，晋元帝素服哭三日。